# Baris ptolemaica
Baris ptolemaica (ou Acra ptolemaica) foi uma fortaleza mantida pelo Egito ptolemaico durante seu domínio sobre Jerusalém no século III a.C. Descrita por apenas algumas fontes antigas, até hoje não foram encontrados vestígios arqueológicos da cidadela, e muito sobre ela continua uma questão de conjectura.